# Polytrichum subremotifolium
Polytrichum subremotifolium là một loài rêu trong họ Polytrichaceae. Loài này được Geh. & Hampe mô tả khoa học đầu tiên năm 1881.